# Montreux hockey club
Actualités
Dernière mise à jour : 31 août 2015.
Le Montreux HC est un des clubs de rink hockey représentant la ville de Montreux. Fondé en 1911, c'est le club de  LNA le plus titré et le plus ancien club suisse de rink hockey. Il organise tous les 2 ans depuis 1921 une compétition internationale, la Coupe des Nations.

## Histoire
Des Anglais fortunés venus en touristes au bord du lac Léman au début du XXe siècle introduisent le sport en Suisse. En 1911, le premier club suisse de rink-hockey, le HC Montreux, est né.
Le club domine le championnat de Suisse entre 1924 et 1966, remportant plusieurs titres de champions, ne perdant le titre qu'en 1937, 1938 et 1942. Cette domination est incarnée par l'international Marcel Monney, surnommé "Tcho-Tcho", sélectionné 170 fois en équipe nationale. Entre 1941 et 1966 il remporte avec Montreux 24 fois le championnat de Suisse et 6 fois la Coupe suisse.
En 1926, le club de Montreux étant le seul club suisse, il fait également figure d'équipe nationale.
En 1946, W. Eichenberger est le président du club.
Henri Cuvit, président du club depuis 1961, et manifeste son envie quitter son poste en 1967. Jacky Miauton, le Dr Thélin, Édouard Jaccoud furent également président. 
En janvier 1964, P. Monney est remplacé au poste d'entraineur par M. Monney par la comité du club.
S'ensuit alors une période contrastée, le club ne gagne que 3 titres entre 1966 et 1981. Commence alors dans les années 1980 un second âge d'or, plus court que le précédent : le club remporte 5 fois le championnat entre 1982 et 1987. Le club n'a ensuite plus jamais remporté de titres, s'effaçant devant des clubs comme le Genève RHC ou le SC Thunersten. Toutefois, il évolue toujours en LNA.

### Coupe des Nations
En 1921, le Montreux HC créée la première compétition internationale, encore disputée aujourd'hui, la Coupe des Nations, regroupant des clubs et des équipes nationales, faisant office de championnat d'Europe puis de championnat du monde durant l'entre-deux guerre. Les locaux remportent la compétition à 5 reprises, en 1921, 1922, 1934, 1935 et 1941.
C'est aussi dans cette ville qu'est fondée en avril 1924 sous l'impulsion de Fred Renkewitz et d'Otto Mayer, la Fédération internationale de patinage à roulettes, premier organisme de rink hockey international.
Preuve de l'importance de Montreux dans le rink hockey international, la FIRS lui confie le soin d'organiser le championnat du monde 2007.

## Palmarès
- Vainqueur du Championnat de Suisse à 50 reprises.
- Vainqueur de la Coupe des Nations à 5 reprises.